# Wälder westlich Kirchheimbolanden
Wälder westlich Kirchheimbolanden este o arie protejată (arie de protecție specială avifaunistică — SPA) din Germania întinsă pe o suprafață de 3.209 ha, integral pe uscat.

## Localizare
Centrul sitului Wälder westlich Kirchheimbolanden este situat la coordonatele 49°40′08″N 7°56′19″E / 49.6689°N 7.9386°E.

## Înființare
Situl Wälder westlich Kirchheimbolanden a fost declarat arie de protecție specială avifaunistică în februarie 2008 pentru a proteja 9 specii de animale.

## Biodiversitate
Situată în ecoregiunea continentală, aria protejată nu include niciun habitat protejat.
La baza desemnării sitului se află mai multe specii protejate de  păsări (9): buha (Bubo bubo), caprimulg (Caprimulgus europaeus), barză neagră (Ciconia nigra), ciocănitoarea de stejar (Dendrocopos medius), ciocănitoare neagră (Dryocopus martius), Falco peregrinus peregrinus, sfrâncioc roșiatic (Lanius collurio), viespar (Pernis apivorus), ciocănitoare verzuie (Picus canus).